# Charles A. Richard

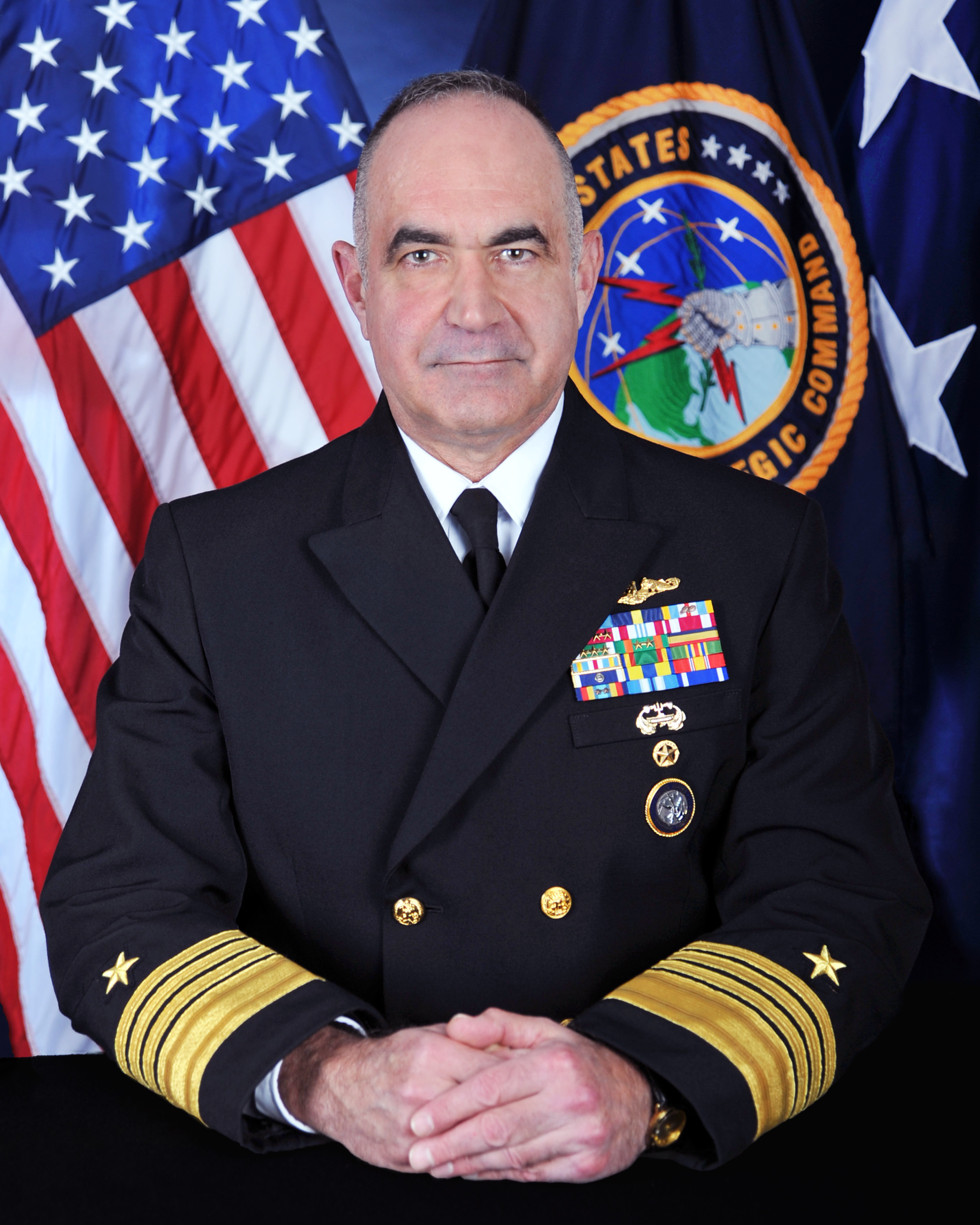
Charles A. Richard

Charles Anthony „Chas“ Richard (* 1959) ist ein pensionierter Admiral der United States Navy. Von November 2019 bis Dezember 2022 führte er das United States Strategic Command. Zuvor kommandierte er die U-Boot-Flotte.

## Leben
Richard wuchs auf in Decatur (Alabama) und machte 1982 seinen Abschluss an der University of Alabama mit Auszeichnung. Außerdem erwarb er Master-Abschlüsse an der Catholic University of America sowie am Naval War College.
Am 15. Oktober 2019 wurde Richard zur Beförderung zum Admiral vorgeschlagen und Versetzung als Kommandeur des United States Strategic Command. Seine Anhörung vor dem United States Senate Committee on Armed Services fand am 24. Oktober statt. Die Bestätigung durch das Votum des gesamten Senats erfolgte am 31. Oktober. Am 18. November 2019 übernahm er das Kommando von General Hyten. Im Oktober 2021 berichtete Politico, dass Richard in der engeren Auswahl stehe als Nachfolger John E. Hytens für das Amt des Vice Chairman of the Joint Chiefs of Staff.
Richard erklärte im November 2022, dass die USA durch China übermannt zu werden drohten.
Am 9. Dezember 2022 übergab er das Kommando als Kommandeur des United States Strategic Command an U.S. Air Force General Anthony J. Cotton.

## Orden und Auszeichnungen
| Officer Submarine Warfare insignia                               |                                                        |                                                         |
| Defense Distinguished Service Medal w/ 1 bronze oak leaf cluster | Navy Distinguished Service Medal                       | Defense Superior Service Medal w/ 2 oak leaf clusters   |
| Legion of Merit w/ 4 gold award stars                            | Defense Meritorious Service Medal                      | Meritorious Service Medal                               |
| Navy & Marine Corps Commendation Medal w/ 3 award stars          | Navy & Marine Corps Achievement Medal w/ 2 award stars | Navy Presidential Unit Citation                         |
| Joint Meritorious Unit Award                                     | Navy Unit Commendation                                 | Navy Meritorious Unit Commendation                      |
| Navy „E“ Ribbon with wreathed Battle E award                     | Navy Expeditionary Medal                               | National Defense Service Medal w/ 1 bronze service star |
| Navy Sea Service Deployment Ribbon w/ 2 service stars            | Navy Arctic Service Ribbon                             | NATO Medal for the former Yugoslavia                    |
| Officer Deep Submergence insignia                                |                                                        |                                                         |
| Command at Sea insignia                                          |                                                        |                                                         |
| United States Strategic Command Badge                            |                                                        |                                                         |